# Thịt bẩn

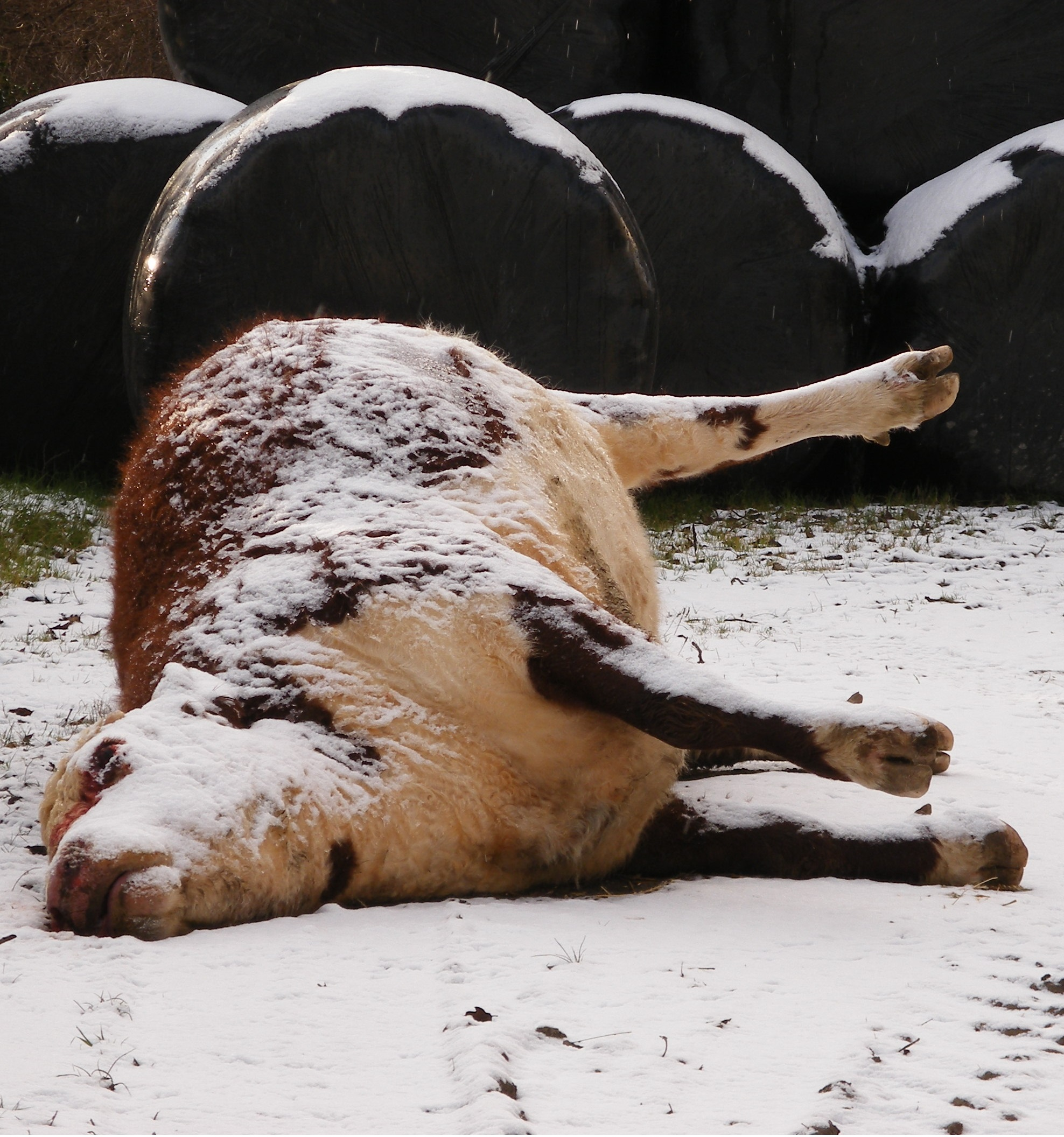
Xác một con gia súc

Thịt bẩn hay còn gọi là thịt thối, thịt ôi, thịt hư hỏng, thịt ôi thiu, thịt bốc mùi là các loại thịt đã bị biến chất, hư hỏng, ôi thiu, không còn nguyên giá trị thực phẩm do không được thực hiện đảm bảo các quy trình chế biến, giữ sạch, xử lý, bảo quản đúng vệ sinh, khoa học hoặc bị phơi nhiễm các loại nấm mốc, vi khuẩn, tẩm ướp các hóa chất, phụ gia bảo quản hoặc để lâu ngày và có biểu hiện thối rữa, bốc mùi, phân hủy.

## Tổng quan
Thịt bẩn là nguồn thực phẩm không an toàn và không sử dụng được, có thể gây ra ảnh hưởng sức khỏe, vệ sinh an toàn thực phẩm cho người sử dụng, các loài động vật ăn phải, trừ một số loài động vật ăn xác thối trong những điều kiện nhất định. Thịt có thể được bảo quản để ăn, dự trữ được trong một thời gian lâu hơn nữa (mặc dù không phải là vô thời hạn) nếu được thực hiện theo đúng quy trình vệ sinh thích hợp. Bên cạnh đó, các loại thịt gia súc, gia cầm nhập lậu, không nguồn gốc có thể có chất cấm tồn dư gây ung thư, gây ứ phù nước trong tế bào, rất nguy hại cho sức khỏe người sử dụng, các loại thực phẩm không rõ nguồn gốc có thể chứa các phụ gia, phẩm màu độc hại, phẩm màu công nghiệp gây ngộ độc cấp tính hoặc nếu lâu dài có thể là ngộ độc trường diễn
Các sinh vật làm phân hủy thịt có thể lây nhiễm sang các động vật hoặc trong khi vẫn còn sống hoặc có thể gây ô nhiễm thịt sau giết mổ. Như những vi sinh vật xâm nhập vào một miếng thịt, chúng bắt đầu phân hủy và có thể để lại độc tố có thể gây viêm ruột hoặc ngộ độc thực phẩm thậm chí nhiều trường hợp có khả năng gây chết người trong khi ngộ độc, điều này đặc biệt nguy hiểm khi ăn thịt mà không rõ nguồn gốc, chế biến, bảo quản không hợp vệ sinh, ăn thịt tái, ăn thịt tươi sống. Trong vòng 24 giờ, nếu để ngoài nhiệt độ thường, thịt đã hỏng và không nên sử dụng do khi bị ôi thiu sẽ là môi trường lý tưởng cho các loại vi sinh vật có hại sinh sôi nảy nở, khi hoại tử, bản thân thực phẩm động vật cũng phân hủy ra các độc tính, ăn thịt này vào sẽ rất nguy hiểm, nhẹ bị rối loạn tiêu hóa, nhiễm khuẩn, nặng thì có thể ảnh hưởng tới tính mạng.
Khi được nấu chín thì nhìn chung các vi sinh vật không thể sống sót nhiều để gây hại nhưng một số độc tố và bào tử vi khuẩn có thể làm được đầy này. Các vi khuẩn cũng có thể lây nhiễm sang người ăn thịt bất chấp hệ vi sinh đường ruột của con người thường là một rào cản có hiệu quả. Khi tiếp xúc với thịt bẩn thì ngộ độc thực phẩm tập thể, ngộ độc hàng loạt dễ xảy ra vào mùa nắng nóng vì đó là thời điểm vi khuẩn, vi sinh phát triển mạnh, thói quen ăn các món ăn tái, sống có nguy cơ gây nên các vụ dịch lớn như tả. Miền Bắc Việt Nam đã từng xảy ra vụ dịch tả lan rộng tại nhiều tỉnh thành. Việc truy tìm nguồn gốc mầm bệnh đã xác định nguyên nhân do vi khuẩn tả có trong vật nuôi được nhập về từ nước ngoài.

## Nhận biết
Phân biệt thịt tươi và thịt bẩn thực tế, miếng thịt đã qua tẩy mùi, màu, dù bằng hóa chất nào, nếu nhìn qua bằng mắt thường sẽ khó nhận biết, nhưng chỉ cần để ý kỹ, sờ vào sẽ thấy ngay sự khác biệt. Khi đã ôi, thớ thịt bên trong mềm, màu sắc thịt được tẩy dù không không còn thâm đen do thịt hoại tử nhưng cũng nhợt nhạt, trông dại hơn thịt tươi thực sự. Tuy nhiên, Nguồn thịt bẩn này khi đến tay người tiêu dùng rất khó phân biệt do đã qua công đoạn xử lý như tẩy trắng, khử mùi, kể cả tạo màu sắc bằng cách tẩm phẩm màu, ướp hóa chất. Đặc biệt, số thịt này khi đã vào quán ăn, quán nhậu thì việc phân biệt gần như không thể vì nó đã được xử lý bằng các loại hóa chất và ướp gia vị trong khâu chế biến để tạo độ dai, giòn và bắt mắt.
Đối với thịt bẩn đã tẩm hóa chất đưa vào chế biến trong các quán ăn chỉ có cách phân biệt là khi ăn, thịt thường có độ dai, giòn bất thường. Tức là khi cắn, thực phẩm sẽ bị đứt ngay, khi nhai vẫn sẽ nhận thấy có độ dai, giòn cao bất thường, thông thường để tạo độ dai, giòn, người ta sử dụng chất porax hoặc hóa chất có gốc phosphat (porax thường dùng trong ngành hàn kim loại, đó là chất bột trắng để giúp hạ điểm chảy trong quá trình hàn).

### Thịt heo

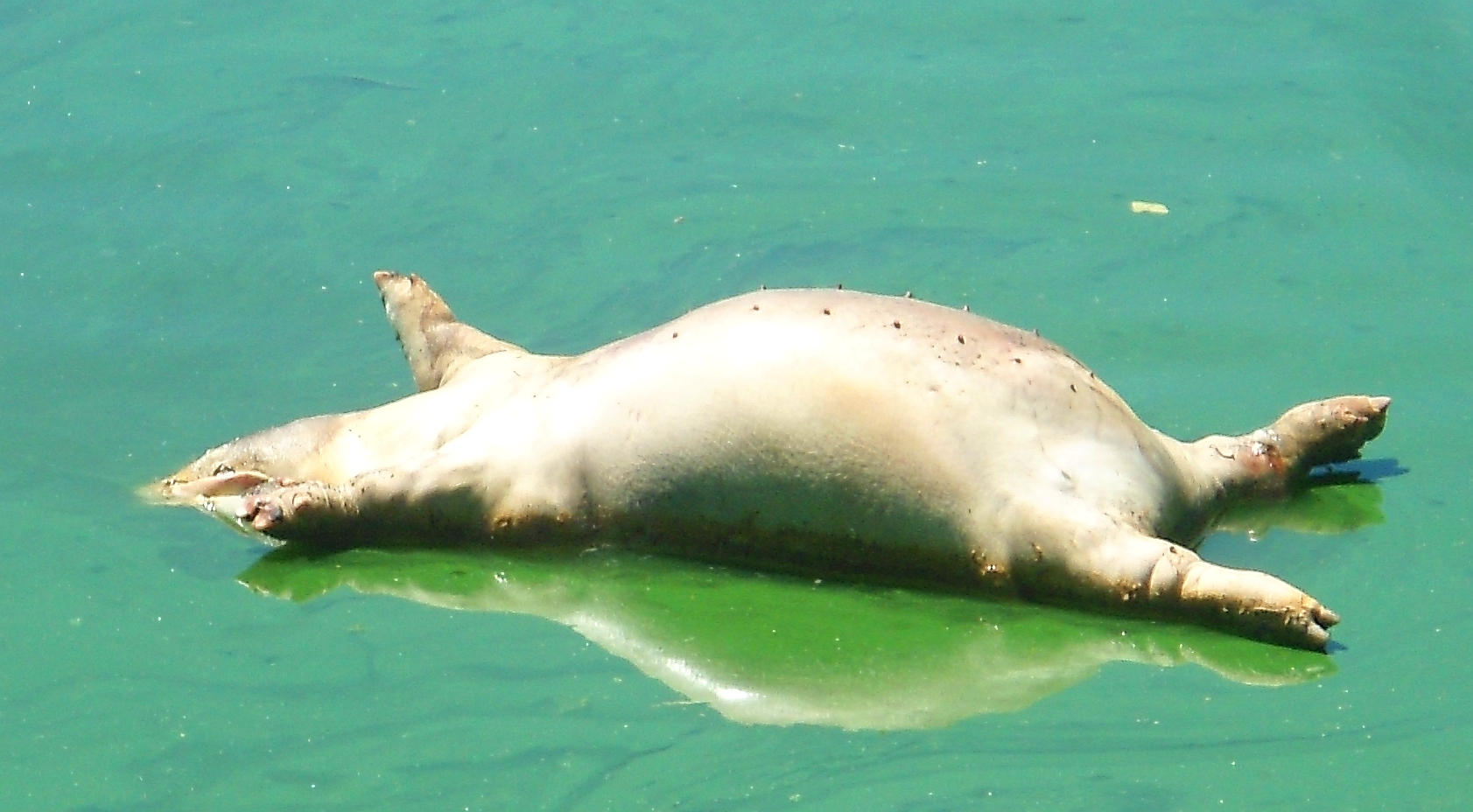
Một con heo chết trôi sông

Thịt heo có chứa chất tăng trọng thì thịt có màu nhạt hơn, sớ thịt nhão hơn thịt heo bình thường. Khi ngón tay nhấn vào thịt sẽ cho thấy độ đàn hồi rất yếu. Bởi đơn giản theo ông Phan Thế Đồng, khi heo phát triển nhanh quá sẽ cho cấu trúc thịt lỏng lẻo với độ cứng và độ dai rất thấp. Lớp mỡ liên kết giữa thịt và da rất mỏng, thường dưới 2 cm. Trường hợp thịt heo ướp hàn the thì loại thịt này có màu hồng bầm, dùng tay ấn vào sẽ không thấy độ đàn hồi và độ hít. Thậm chí, đối với thịt cũ quá đôi khi nhấn vào thấy có cả nước tươm ra do được bơm nước và ướp hóa chất nhiều.
Trường hợp thịt heo bị nhiễm giun sán (thịt lợn gạo) thì thịt có những đốm nhỏ hình hạt gạo, màu trắng đục. Và đó cũng chính là những ấu trùng sán. Đối với thịt heo bị bệnh, nếu heo bị bệnh sốt xuất huyết thì sẽ rất dễ phát hiện bằng cách nhìn vào dưới da thấy có rất nhiều chấm đỏ như những nốt ruồi son. Heo mắc bệnh thường rất khó thấm nước màu. Dù nước màu có màu vàng nhưng ướp vào thịt vẫn cứ thành màu xam xám, mỡ cũng không còn giòn. Với thịt lợn nhiễm giun sán, có thể phát hiện bằng cách cắt miếng thịt theo thớ dọc và tìm dọc thớ thịt. Nếu có giun xoắn thì sẽ nhìn thấy những đốm trắng to bằng đầu kim, còn nếu là sán thì có thể nhìn thấy hình sợi bằng hình bầu dục to bằng hạt đậu.
Nếu là thịt heo tươi mới, da sẽ có màu trắng hơi hồng, mỡ trắng hồng, sớ thịt có màu hồng tự nhiên; dùng tay ấn vào sẽ nhận thấy có độ đàn hồi, có độ rít… Trong khi đó, thịt hư thối sẽ không còn đàn hồi, trơn, rỉ dịch, rỉ nhớt, có màu đỏ sẫm, cắt bên trong có màu tái. Đối với thịt heo chết trước khi giết mổ, màu thịt sẽ đỏ sẫm, thịt rỉ dịch chảy nhớt có mùi ôi, chua. Có thể kiểm tra bằng cách lấy tay ấn vào thịt để kiểm tra độ đàn hồi. Cả phần mỡ và phần nạc đều phải có độ đàn hồi tốt. Trong trường hợp ấn vào thấy thịt nhũn thì đó là thịt cũ hoặc lợn ăn thức ăn công nghiệp. Về mặt mùi vị, thịt tươi chỉ có mùi tanh thông thường của thịt sống... Khi phát hiện mùi vị lạ thì nó là thịt cũ bị nhiễm khuẩn hoặc thịt đã được bảo quản bằng hóa chất. Nên mua thịt tại các cửa hàng, siêu thị có uy tín để biết nguồn gốc xuất xứ. Để nhận biết thịt nhập lậu, người tiêu dùng nên dựa vào các điểm sau: Màu thịt nhạt, khối thịt nhũn, nhấn tay vào không có độ đàn hồi.

### Thịt gà
Đối với các loại gà bệnh thì dùng tay bóp nhẹ mũi gà, nếu thấy dịch chảy ra có màu xanh thì đó là gà bệnh. Đối với trường hợp Gà ngâm phẩm màu thì chỉ cần dùng tay vuốt gà sẽ thấy dính màu vào tay. Đối với việc chân gà tẩy trắng, khi chân gà được ngâm hóa chất tẩy trắng sẽ có biểu hiện vừa trắng đẹp lại vừa rất to, có khi to đến bằng 4 ngón tay. Chọn loại thịt gà có màu sắc tự nhiên, thớ thịt mịn và có độ đàn hồi cao. Da gà phải kín, lành lặn, không có vết bẩn, mốc, không có vết gì lạ. Mùi vị phải bình thường, không có phẩm màu. Thịt gà toi thường bị đen xạm hơn do có máu bị đọng lại không được lưu thông, chảy ra không hết khi làm thịt.

### Thịt bò
Đối với việc thịt bò bơm nước: Người bán hay bơm nước cho tăng trọng lượng. Người mua có thể nhận diện bằng cách ấn tay vào, nếu thấy nước tươm ra thì đó chính là dấu hiệu là thịt đã bị bơm nước. Với thịt bò cũ, không còn tươi thì cắt vào miếng thịt sẽ không thấy máu tứa ra.

### Thủy hải sản
Đối với mực tẩm hóa chất, loại mực khi nhìn vào ta thấy râu mực cứng, dựng đứng lên. Rất nhiều người nhầm lẫn ở chi tiết này, cứ ngỡ mực tươi mới dựng đứng râu nhưng sự thật hoàn toàn ngược lại. Với những ai muốn ăn râu mực cũng nên mua cả con, vì đa phần hình thức bán râu và thân riêng đều là loại mực không còn tươi. Nếu tôm tẩm ướp hóa chất sẽ thấy mình tôm rất tươi, cứng nhưng chân đã ngả màu vàng. Nếu cắt con tôm làm đôi bạn sẽ thấy vết cắt xù xì chứ không trơn láng. Nếu muốn mua tôm tươi người mua nên chọn tôm còn sống.
Cá tẩm phân urê thì với loại này, nếu chỉ nhìn vào mang cá, người mua sẽ bị đánh lừa ngay vì mang vẫn đỏ. Người mua cần nhìn vào hai cục hạch nhỏ hai bên mang cá. Nếu hai cục hạch nhỏ có màu bầm đen thì chắc chắn không thể là cá tươi. Xem mật cũng thấy rõ, mật sẽ có màu tím tím. Nhìn vào hai đặc điểm này người mua cũng đỡ bị lừa trong trường hợp người bán chích thuốc vào mang hay lấy màu quét lên mang cho đỏ.

## Tại Trung Quốc
Trung Quốc từng có hơn 50 tấn thịt cừu giả chứa chất phụ gia gây ung thư đã bị phát hiện tại một nhà máy ở đông bắc Trung Quốc, làm dấy lên mối lo ngại về chất lượng an toàn thực phẩm. Toàn bộ số sản phẩm trên được tái chế từ thịt vịt ôi, mỡ cừu cùng nhiều chất phụ gia khác. Trong các sản phẩm nhiễm độc là 8,69g trên 1 kg, vượt xa tiêu chuẩn quốc gia về thịt tươi và thịt đông lạnh. Thực tế, chỉ cần 3g sodium nitrite là đủ để khiến một người trưởng thành thiệt mạng.

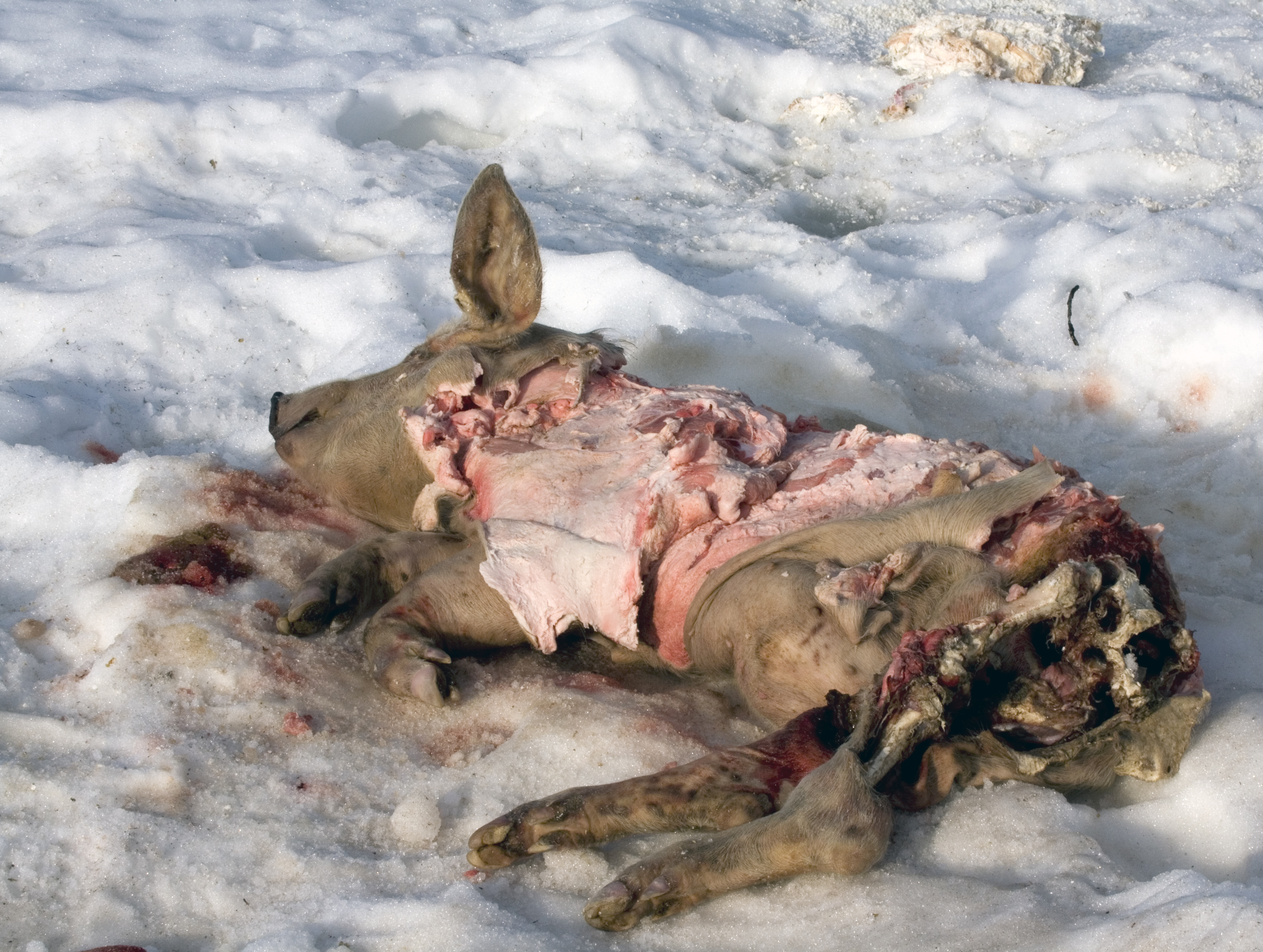
Xác một con heo đã thối rữa

Vào năm 2013, ở Trung Quốc có sự kiện gần 6.000 xác heo thối đang có nguy cơ gây ô nhiễm nặng sông Hoàng Phố ở Thượng Hải Bên cạnh việc bê bối thực phẩm tại Trung Quốc, kinh tế Trung Quốc còn tuồn, đẩy sang nước láng giềng Việt Nam hàng loạt những sản phẩm thịt thối thông qua sự đồng lõa của những đầu nậu và người dân Việt Nam. Công tác quản lý thịt của các cơ quan chức trách Việt Nam gặp nhiều khó khăn do việc triển khai kiểm tra thực phẩm nông lâm sản nhập khẩu, kiểm soát nội tạng nhập khẩu, hàng nhập lậu gà thải loại còn gặp nhiều khó khăn, nhất là với hàng hóa nhập theo diện tiểu ngạch và nhập lậu. Có đến 70% thịt bẩn tuồn vào Việt Nam là do các đầu nậu nhập lậu qua địa bàn tỉnh Lạng Sơn
Nhiều mặt hàng thực phẩm đã chế biến hoặc còn tươi sống từ Trung Quốc như xúc xích, chả cá, nội tạng heo (nầm lợn), cá tầm, gà cay, khô hổ, bim bim… đang nhập lậu qua biên giới Lào Cai để tuồn vào nội địa Việt Nam tiêu thụ, dân buôn lậu người Việt Nam tiếp tay thực hiện rất tinh vi bằng cách cho vào rọ thả xuống sông rồi dùng thuyền kéo qua biên giới. hàng nhập khẩu bị tráo đổi, làm mất an toàn hoặc bị bơm thêm thuốc bảo quản. Trong năm 2012, lực lượng chức năng ở Việt Nam đã tiêu hủy hơn 16.000 tấn thủy sản, thịt đông lạnh nhập lậu....
Một số vụ việc (theo theo kg thịt bẩn) gồm:
- Vụ các cơ quan liên ngành ở Lạng Sơn và các tỉnh biên giới bắt được gần 95 tấn nầm heo thối từ Trung Quốc và một vụ kế tiếp với hơn 650 kg nầm lợn thối có nguồn gốc từ Trung Quốc.[14]
- Vụ các cơ quan chức năng tỉnh Lạng Sơn và Quảng Ninh cũng đã bắt giữ 1,3 tấn gà thải loại và 18.000 con gà giống nhập lậu từ Trung Quốc.[2]
- Vụ 1,2 tấn nầm lợn (nội tạng lợn) bẩn từ biên giới Trung Quốc nhập lậu vào Việt Nam, trước đó là chuyến 300 kg nầm lợn bẩn đã bị thu giữ[15]
- Vụ ô tô chở 700 kg nầm lợn thối được nhập lậu từ Trung Quốc, ngâm tẩm hoá chất, mang về chế biến thành đặc sản,[16]
- Vụ ô tô chở 130 kg xúc xích đã chảy nước, bốc mùi hôi thối từ Trung Quốc vào Việt Nam và tiếp đến là lô hàng gồm 70 kg xúc xích, gần 100 kg chả cá, hàng trăm gói gà cay, hàng chục kg chim cút mổ sẵn từ Trung Quốc vào Việt Nam[13]

Sau khi Trung Quốc hạn chế các mặt hàng thịt và phụ phẩm gia súc, gia cầm như chân trâu, bò, nội tạng động vật các loại…tạm nhập vào Việt Nam để chờ tái xuất sang nước này, hàng nghìn tấn phụ phẩm động vật và gia cầm tìm cách len vào thị trường Việt Nam. Cơ quan phát hiện gần 11 tấn thịt bò nhập khẩu và gần một tấn thịt cừu nhập khẩu vận chuyển vào Việt Nam, Những phụ phẩm đó, do không tái xuất đi Trung Quốc được nên nhiều chủ hàng buộc phải xé lẻ hàng ra để tuồn vào tiêu thụ nội địa.
Năm 2013, xảy ra vụ hơn 900 người vừa bị bắt giữ ở Trung Quốc do bán thịt giả hoặc thịt bẩn trong vòng ba tháng, người ta đã phát hiện ra gần 400 trường hợp và thu giữ hơn 20.000 tấn thịt giả. Trong đó có một trường hợp giả thịt cừu từ thịt cáo, thịt chồn và thịt chuột, rồi thêm chất hóa học, ngoài ra còn vụ dùng chất hydrogen peroxide để tẩy trắng chân gà và bơm nước vào thịt để tăng trọng lượng.
Năm 2014, xảy ra vụ vụ bê bối nguyên liệu thịt bẩn nhập từ nhà cung cấp ở Trung Quốc của chuỗi cửa hàng McDonald’s khi phát hiện nhân viên dùng thịt hết hạn và lấy thịt dưới sàn nhà để trộn lẫn. Các công nhân tại một nhà máy đã trộn thịt hết hạn lẫn với thịt tươi để bán. Người ta đã chứng kiến cảnh các công nhân dùng thịt đã hết hạn để đóng gói và điều kiện sản xuất rất mất vệ sinh, họ còn trộn chả thịt bò không sử dụng với thịt bò sống để làm ra những viên thịt mới, dùng thịt hết hạn hơn nửa năm để sản xuất, cũng như trộn thịt gà và thịt bò hết hạn sử dụng với thịt mới, rồi nhặt thịt vương vãi trên sàn nhà ném thẳng lên các dây chuyền sản xuất, các phần thịt gà thải loại sau đó cũng được đem thu gom và đem vào trộn với thịt gà sống. Những sản phẩm này được cung cấp cho một chuỗi thức ăn nhanh như McDonald, KFC, Pizza Hut, Starbucks, Burger King, 7-Eleven, Papa John Pizza. McDonald Hồng Kông đã dừng bán một số mặt hàng khác sau khi thừa nhận đã nhập thực phẩm từ Trung Quốc vừa bị phát hiện sử dụng thịt hết hạn và không đủ tiêu chuẩn an toàn vệ sinh, đồng thời chuỗi cửa hàng ở Nhật Bản cũng phát hiện khoảng 1/5 nguyên liệu sản phẩm Chicken McNuggets là từ nhà cung cấp Thượng Hải

## Tại Việt Nam

### Tình hình chung

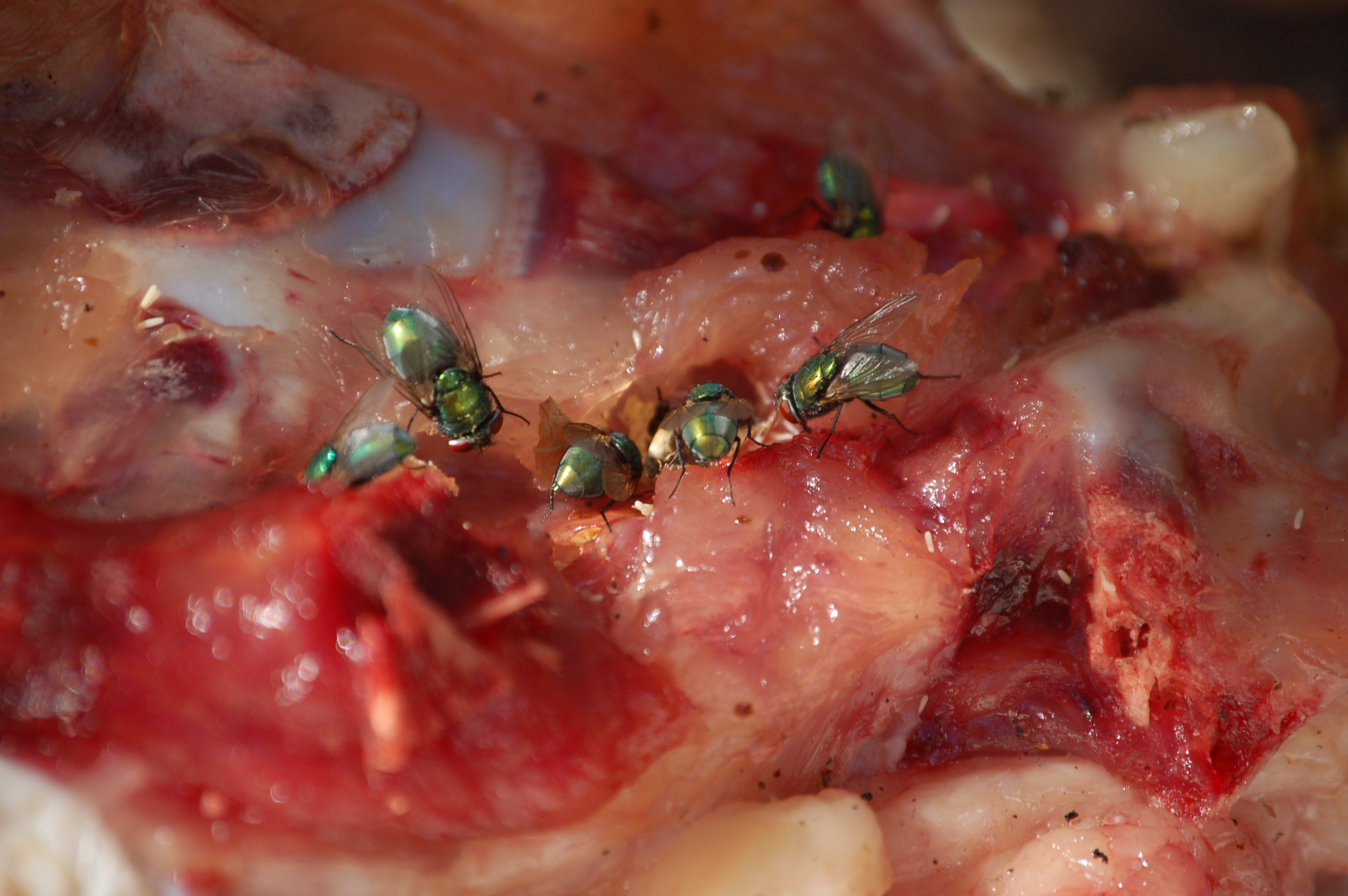
Thịt chưa được bảo quản tốt nhất

Tại Việt Nam, nước này nhận hàng ngàn tấn thịt bẩn ra thị trường mỗi ngày và đã trở thành vấn đề thịt bẩn là một vấn đề hết sức nhức nhối và được xã hội Việt Nam quan tâm, nó là một trong những tâm điểm của vệ sinh an toàn thực phẩm tại Việt Nam và vấn đề ngộ độc thực phẩm tại quốc gia này. Đặc biệt là sự ô nhiễm vi sinh vật đối với thịt heo, thịt gà tại cơ sở giết mổ, cơ sở kinh doanh thịt, việc kinh doanh thịt trâu, thịt bò bốc mùi, nhuộm màu thịt heo thành thịt cá sấu, đà điều, nai, lạc đà...thịt và sản phẩm động vật không rõ nguồn gốc không chỉ được đưa vào các quán nhậu, quán ăn, nhà hàng tiêu thụ mà còn trở thành nguyên liệu để chế biến các loại gia vị, tương, nước xốt... điều đặc biệt nguy hiểm là do giá cả thịt bẩn rẻ nên được tuồn ra thị trường và đi vào từng bữa ăn của người dân. Loại thịt có giá thấp nhất này thường là thịt lợn ốm, chết, thậm chí đã chôn rồi lại đào lên và để đông lạnh nhiều ngày, khi mang ra bán, thịt chảy nước, màu trắng bệch, có mùi sau đó được tẩy bằng hóa chất và thường được bán rất chóng vánh, được bày bán và khách hàng thường xuyên chính là chủ các quán cơm bình dân Loại thịt này sau khi được tẩm hóa chất đưa vào quán ăn thì thực khách rất khó phân biệt, phần nhiều các loại thịt nguội đều từ nguồn thịt bẩn mà ra.
Có tình trạng người dân vùng dịch bán gia súc mắc bệnh, tìm mọi cách đưa đi tiêu thụ, nhất là heo giết mổ sẵn từ các vùng dịch đưa về các điểm buôn bán nhỏ lẻ, khu công nghiệp... để phân phối cho công nhân nấu ăn, các cơ sở nấu ăn công nghiệp, bếp ăn tập thể thậm chí ở những nhà hàng tiệc cưới các quán ăn, quán vỉa hè.... là những vấn đề nóng liên quan đến an toàn vệ sinh thực phẩm tết cứ vào cuối năm. Sau khi vào nội thành hoặc những điểm tiêu thụ trót lọt, thịt bẩn được tập kết tại các địa điểm nhất định, rồi vận chuyển tới nhà đầu nậu cất giấu và phân phối tới các quán ăn, quán nhậu trở thành các món đặc sản nhiều người ưa thích. Ngoài ra thì còn có những công nghệ giúp biến thịt bẩn thành thịt sách, các loại hóa chất tẩy rửa bán tràn lan trên thị trường qua mắt người tiêu dùng và các cơ quan kiểm tra.
Một kết quả lấy mẫu thịt, thức ăn chăn nuôi trên diện rộng được phân tích tại 9 phòng thí nghiệm năm 2012 cho thấy, có 13/268 mẫu thức ăn chăn nuôi, chiếm 4,8%, 2/18 mẫu thuốc thú y, chiếm 11,1%, 8/179 mẫu thịt và gan heo, chiếm 4,4% và 7/108 mẫu nước tiểu heo, tương đương 6,4% dương tính với chất cấm. Một kết quả giám sát thịt vào năm 2013 cho thấy thực trạng thịt trên thị trường Việt Nam hiện nay:
- 10% mẫu thịt heo nhiễm Salmonella
- 38,7% số mẫu thịt gà nhiễm E.coli vượt quá giới hạn cho phép
- 26% mẫu thịt vi phạm chỉ tiêu vi sinh vật
- 4,9% nhiễm chất cấm trong chăn nuôi như Salbutamol và Chloramphenicol
- có 1,5% mẫu thủy hải sản nuôi chứa tồn dư hóa chất kháng sinh vượt giới hạn cho phép
- 5,3 mẫu thủy sản sau thu hoạch chứa hóa chất bảo quản, ô nhiễm vi sinh vật gây bệnh.
- 0,5% mẫu thủy sản nhiễm kim loại nặng và histamine
- 5% chứa hóa chất và kháng sinh cấm
- Khoảng 6,7% nhiễm vi sinh vật
- 63% cơ sở giết mổ gia súc, gia cầm đang bị xếp hạng C về vi phạm nghiêm trọng về vệ sinh an toàn thực phẩm.

Cơ quan thú y Việt Nam mới chỉ kiểm soát giết mổ được trên 8,05% trong tổng số trên 11.500 cơ sở giết mổ gia súc, gia cầm tại 12 tỉnh, thành trọng điểm phía Bắc, khoảng 92% số cơ sở giết mổ còn lại vẫn đang nằm ngoài vòng kiểm soát, hằng ngày tuồn ra thị trường hàng ngàn tấn thịt chưa qua kiểm dịch, phần lớn là mất an toàn vệ sinh thực phẩm. Nhiều vụ bắt giữ các lô thịt heo mắc bệnh heo tai xanh trong lò giết mổ lậu, vận chuyển thịt thối và gà lậu… tại Hà Nội và Sài Gòn liên tục phát hiện thực phẩm bẩn, thối, hết hạn sử dụng tuy vậy các cơ quan chức năng, rất vất vả và quá tải trong việc theo dõi và bắt bớ thịt bẩn.

### Thành phố Hồ Chí Minh
Tại Thành phố Hồ Chí Minh, mỗi ngày người dân ở đây tiêu thụ hơn 400 tấn thịt gia súc, gia cầm nhưng chỉ có 90% lượng thịt được kiểm soát, còn lại 10%, tương đương với 40 tấn thịt mỗi ngày là thịt không rõ nguồn gốc. Một thống kê khác cho thấy mỗi ngày, thành phố tiêu thụ khoảng 1.100 tấn sản phẩm thịt động vật các loại, trong đó lượng sản phẩm thịt động vật từ các tỉnh khác chuyển vào thành phố tiêu thụ chiếm khoảng 70%-80%, một số đối tượng hám lợi đã tuồn thịt bẩn vào thời điểm cuối năm, khi nhu cầu tiêu thụ thịt gia tăng. Theo báo cáo của Chi cục thú y trong năm 2003, qua kiểm tra, có 51/125 mẫu thịt tươi không đạt vi sinh và hoá lý, 32/551 mẫu thử hàn the dương tính.
Cũng tại Thành phố, một tình trạng thường xuyên diễn ra là cứ vào dịp cuối năm thì thịt bẩn lại được tuồn vào thành phố do nhu cầu tiêu thụ thịt gia súc tăng cao vào thời điểm cuối năm nên nhiều đối tượng đã liên tục đưa nguồn thịt bẩn từ nơi khác về thành phố tiêu thụ. hoạt động vận chuyển thịt bẩn từ các địa phương vào thành phố lớn càng trở nên phổ biến, khiến cơ quan chức năng gặp rất nhiều khó khăn trong công tác phát hiện và bắt giữ. Tại trạm kiểm dịch động vật Thủ Đức, mỗi ngày có hàng chục tấn thịt từ các địa phương ở miền Bắc, miền Trung và các tỉnh miền Đông như Đồng Nai, Bà Rịa - Vũng Tàu đổ về, thịt bẩn được vận chuyển theo nhiều đường ngang ngõ tắt, đầu nậu thường tập kết thịt bẩn tại cầu Đồng Nai rồi thuê xe ôm vận chuyển vào khu vực này, sau đó đưa đi tiêu thụ.
Năm 2012, toàn Thành phố đã tiêu hủy 57.826 kg thịt bẩn, trong đó gia cầm 24.912 con, gia súc 243 con, 57.826 kg thịt bẩn các loại, 329.918 quả trứng. Hầu hết những chuyến xe chở thịt bẩn từ phía Bắc, miền Trung, Đồng Nai, Bình Dương vào thành phố đều là xe khách. Cụ thể: năm 2012, quận Thủ Đức (nay là Thành phố Thủ Đức) phát hiện 64 chiếc xe khách chở thịt bẩn, năm 2011 bắt giữ 69 chiếc, năm 2010 là 29 chiếc. Trong năm 2012 trạm còn phát hiện xe buýt, taxi, ô tô con chở thịt bẩn tuồn vào Thành phố này. Riêng tại Trạm kiểm dịch động vật Thủ Đức, từ đầu năm đến giữa tháng 11 năm 2012, trạm đã phát hiện 452 vụ tuồn thịt bẩn vào Thành phố.
Một số vụ việc (xếp theo thứ tự kg thịt bẩn):

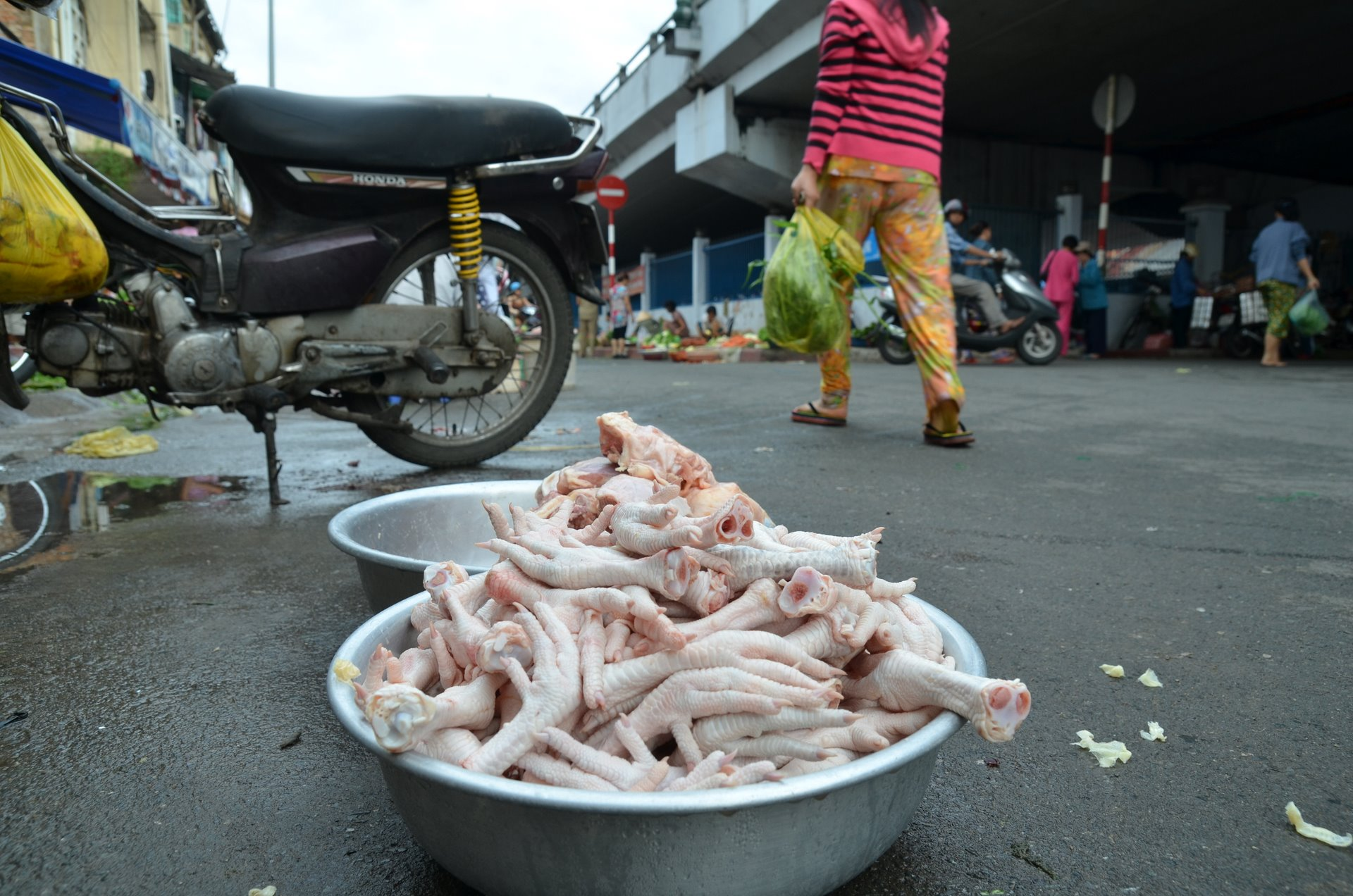
Chân gà nguyên liệu được bày bán tại Sài Gòn trong điều kiện không được gói bọc và có nhiều tai tiếng liên quan đến chân gà thối

- Vụ năm 2007, cơ quan chức năng phát hiện 97 tấn chân bò, chân trâu đang phân hủy chứa trong một kho lạnh do Nguyễn Hiệp Hương, ông này sau đó lên Bình Dương quản lý lô hàng hơn 8 tấn thịt thối bị cơ quan chức năng tỉnh Bình Dương phát hiện.[52]
- 40 vụ vi phạm, tang vật thu giữ 15,3 tấn thịt, nội tạng gia súc, gia cầm, 9.251 con gia súc, gia cầm bẩn trong đó 6 vụ vận chuyển hơn nửa tấn thịt, nội tạng heo bẩn, tất cả đều từ Đồng Nai đưa về Thành phố Hồ Chí Minh.
- Vụ Thủ Đức phát hiện 12 tấn chân trâu, bò thối tại bãi xe số 48 Gò Dưa, Tam Bình phát hiện một container loại 40 feet đông lạnh chứa chân trâu, bò.[37]
- Vụ tạm giữ gần 3 tấn thịt bẩn vào Thành phố Hồ Chí Minh từ 26 vụ vận chuyển thịt gia súc gia cầm bẩn từ các tỉnh về Thành phố gồm 3 tấn thịt, phụ phẩm heo, thịt, phụ phẩm bò, thịt gia cầm 150 kg da, mỡ heo hôi thối, 100 kg tai heo bốc mùi hôi và 30.950 trứng gia cầm, 1 tấn da trâu bò, mhiều lô thịt bẩn đã bốc mùi hôi thối, phân hủy.[53]
- Vụ 3 tấn thịt gà làm sẵn bốc mùi hôi thối cho trường tiểu học từ Đồng Tháp chuyển đến. Số thịt này được cất trong những bọc nylon đựng hàng nghìn con gà làm sẵn thịt tím tái. Toàn bộ số gà này nặng 2.900 kg và nhiều kg lòng gà cũng đang bị phân hủy.[54]
- 06 vụ vận chuyển hơn 1,8 tấn thịt bẩn từ Đông Nai về Thành phố Hồ Chí Minh trong đó có hơn 1,5 tấn thịt heo, hơn 200 kg phụ phẩm heo, 82 kg chân trâu bò… trong đó có 01 vụ gần 1,4 tấn thịt heo bẩn vận chuyển bằng xe lạnh nhưng đã bốc mùi hôi[55]
- Vụ 1,2 tấn thịt heo bẩn lọt qua khỏi 07 trạm kiểm soát để tuồn vào Sài Gòn[2]
- Vụ xe khách chở 1 tấn thịt bẩn vào Thành phố Hồ Chí Minh trong đó gần 1 tấn thịt gà, thịt bò bốc mùi hôi thối, rỉ nước. Tất cả số thịt gia súc được đựng trong 15 bao tải và một thùng.[56]
- Vụ Thủ Đức kiểm tra bắt giữ hơn 1.000 kg heo sữa, vú heo không có giấy chứng nhận kiểm dịch và đã bốc mùi hôi thối tại một cơ sở kinh doanh.[37]
- Xe buýt chở thịt bẩn với hơn 900 kg thịt bẩn bị thu giữ, gồm 308 kg thịt, phụ phẩm heo, 36 kg chả lụa, 585 kg phụ phẩm bò. Ngoài ra còn xe tải vận chuyển 585 kg phụ phẩm bò bẩn[57]
- 02 vụ vận chuyển thịt bẩn xe khách vận chuyển hơn 800 kg thịt bẩn vào Thành phố Hồ Chí Minh, trong khoang hành lý tổng cộng 831 kg thịt, lòng gà, thịt bò không rõ nguồn gốc, không giấy chứng nhận kiểm dịch, biến chất, bốc mùi hôi.[58]
- Vụ biến thịt heo bẩn thành đủ các loại thịt đặc sản để đưa vào nhà hàng, quán nhậu… thịt heo thành nai, lạc đà, nhím với 700 kg thịt heo không có giấy chứng nhận kiểm dịch tại Thành phố Hồ Chí Minh[59]
- Vụ phát hiện 600 kg thịt bẩn gồm 596 kg thịt dê, thịt, lòng heo, trọng lượng 361 kg, 26 kg lòng heo vận chuyển trong khoang hành lý 5 thùng xốp thịt heo sữa, heo quay ở Thủ Đức.[60]
- 5 vụ vận chuyển thịt gia súc, gia cầm hướng từ Đồng Nai về thành phố gồm 564 kg thịt heo, gà không rõ nguồn gốc, trong đó 63 kg thịt bẩn và 50 kg thịt heo bẩn được chuyển bằng xe máy.[61]
- Vụ thu giữ 457 kg xương bò, 41,5 kg thịt bò tại một cơ sản xuất tại Thủ Đức, thu giữ 237 kg đuôi bò, 14 kg gà, 7 kg lòng bò, 15 kg gân bò, 7 kg pín bò…, trong đó số đuôi bò đã chuyển màu và có dấu hiệu bốc mùi.[37]
- Vụ xe ô tô chở 504 kg thịt bẩn từ Đồng Nai vào Thành phố Hồ Chí Minh tiêu thụ[62]
- Vụ xe tải chở 1.400 con gà sống không qua kiểm dịch và hơn 5 tạ thịt gà đã bốc mùi thối.[46]
- Vụ vận chuyển 5 thùng xốp thịt heo sữa và heo quay với trọng lượng gần 500 kg không có giấy chứng nhận kiểm dịch, không rõ nguồn gốc, thịt đã ôi thiu vào Thành phố Hồ Chí Minh[63]
- Vụ 4 trường hợp vận chuyển thịt bẩn tổng cộng 446 kg thịt, mỡ bẩn bằng các loại xe máy (các chuyến gồm: 100 kg thịt và phụ phẩm heo, 170 kg thịt heo, 120 kg mỡ heo 55 kg thịt heo) về Thành phố Hồ Chí Minh[64]
- Vụ xe khách vận chuyển 11 thùng xốp đựng 415 kg thịt heo sữa không rõ nguồn gốc không giấy chứng nhận kiểm dịch và 400 kg sản phẩm từ trâu bò đã bốc mùi hôi thối vào Thành phố Hồ Chí Minh.[36]
- Vụ vận chuyển 348,5 kg thịt, phụ phẩm heo không rõ nguồn gốc, không có giấy chứng nhận kiểm dịch hướng từ Đồng Nai về Thành phố Hồ Chí Minh bằng xe khách trước đó là vận chuyển 243 kg thịt, phụ phẩm heo trôi nổi[65]
- Vụ vận chuyển thịt bẩn bằng taxi 316 kg thịt heo, gà vịt và phụ phẩm heo trong đó khoang hành khách 133 kg thịt heo, gà vịt và phụ phẩm heo ở Thành phố Hồ Chí Minh[66]
- Vụ xe tải chở 18 con trăn và 300 kg thịt bẩn vào Thủ Đức.[46]
- Vụ thu giữ 2,6 tạ thịt bẩn đang mang ra chợ bán ở Thủ Đức về miền Tây tiêu thụ, với chiếc xe có 4 bao tải phụ phẩm trâu, bò với tổng trọng lượng 260 kg, không giấy chứng nhận kiểm dịch, không rõ nguồn gốc, đã biến chất, rỉ nước. Ngoài ra, trên xe còn chở một con dê làm sẵn bị lở loét, ngả màu xanh, bốc mùi hôi thối.[67]
- Vụ sản xuất chà bông bằng thịt bẩn tại Bình Chánh với gồm 62 kg mỡ heo và 276 kg chà bông gà thành phẩm[68]
- Vụ giết mổ lậu, vận chuyển thịt bẩn tại Thủ Đức với vận chuyển gần 2 tạ thịt heo nái chết còn nguyên lông không giấy chứng nhận kiểm dịch, 300 tấm da trâu bò không giấy kiểm dịch[69]
- Vụ Bình Triệu bắt giữ một xe tải chở 100.000 quả trứng cút chưa qua kiểm dịch và một xe gắn máy chở 93 kg thịt dê thối rữa đi tiêu thụ.[70]
- Vụ Bình Chánh phát hiện 3 vụ giết mổ, vận chuyển, kinh doanh gia cầm bẩn gồm 190 con gia cầm, trong đó 35 con giết mổ lậu. Trong số đó, một số gia cầm bị xuất huyết, một số đã bốc mùi hôi thối.[71]
- Vụ phát hiện hơn 3 tấn thịt heo, bò không đảm bảo an toàn vệ sinh thực phẩm tại quận 8 với hàng trăm bao xương bò, tai heo, bò viên chất đống trong kho bốc mùi hôi thối, không có giấy tờ đảm bảo an toàn vệ sinh thực phẩm.[72]
- Vụ phát hiện hàng tấn thịt bẩn, lòng heo, tai heo bốc mùi hôi thối đang trên đường đưa về tiêu thụ các xe chở thịt heo, phụ phẩm heo và gà, vịt làm sẵn không giấy chứng nhận kiểm dịch, không rõ nguồn gốc xuất xứ (gồm 642 kg thịt heo, phụ phẩm heo) đã bốc mùi hôi thối, lực lượng chức năng đã bắt giữ khoảng 1 tấn thịt bẩn.[73]
- Vụ xe khách chở 7,5 tạ thịt bẩn tại Thủ Đức, xe chở 9 thùng xốp đựng 246 con heo sữa, 87 kg mỡ heo và lòng heo đã bốc mùi hôi thối với tổng trọng lượng là 749 kg.[74]
- Vụ ô tô 7 chỗ chở 300 kg thịt heo bẩn, cùng 68 kg phụ phẩm(đầu, lòng, chân, đuôi) tại Thủ Đức.[75]

### Hà Nội
Tại Hà Nội, một số liệu thống kê cho thấy, 80% người tiêu dùng Hà Nội phải dùng thịt bẩn, xuất phát từ thực tế, thực phẩm chất lượng cao mới đáp ứng được 20% nhu cầu của người dân cho nên phần lớn thịt lợn được cung cấp ra các chợ là từ các lò mổ thủ công, không đảm bảo vệ sinh do có đến 444 điểm cơ sở giết mổ nhỏ lẻ không đạt tiêu chuẩn, 3.700 hộ giết mổ gia súc, gia cầm khác cung cấp trên 47% lượng thịt trâu bò, 37% lượng thịt heo và 57% lượng thịt gia cầm cho toàn Hà Nội nhưng lực lượng thú y gần như không kiểm soát được. Có 13 cơ sở giết mổ gia súc, gia cầm bán thủ công cũng chưa đảm bảo các điều kiện vệ sinh thú y, chưa thực hiện đúng quy trình giết mổ điều này dẫn đến nghịch lý là người Hà Nội ăn thịt bẩn nhiều hơn dân vùng khác
Một số vụ việc tiêu biểu (xếp theo kg thịt bẩn):
- Vụ 02 xe tải loại 5 tấn chở đầy gà không rõ nguồn gốc lưu thông Quảng Ninh về Hà Nội và nhiều vụ bắt giữ trên 17 tấn gà lậu ở Hà Nội.
- Vụ xe khách chở 2 tấn nội tạng động vật bốc mùi được chứa trong 27 thùng xốp vào Hà Nội[79]
- Vụ xe tải vận chuyển một khối lượng lớn lòng lợn được chứa trong các túi nylon và nén chặt trong 15 thùng nhựa (mỗi thùng nặng xấp xỉ 70 kg), đang trong giai đoạn phân hủy, bốc mùi hôi thối vào Hà Nội.
- Hà Nội đã phát hiện và bắt giữ 20 thùng xốp chứa nội tạng lợn bốc mùi hôi thối, được giấu trong một xe khách ở Bến xe Nước Ngầm (quận Hoàng Mai, Hà Nội).[43]
- Vụ vận chuyển 600 kg nầm lợn thối từ Lạng Sơn về Hà Nội tiêu thụ với 17 kiện hàng nầm lợn đã biến đổi màu, bốc mùi hôi thối.[80]

### Các nơi khác
Ở Đồng Nai vẫn tồn tại trên 200 lò giết mổ heo hoạt động trái phép, tập trung nhiều nhất ở Biên Hòa và huyện Trảng Bom. Riêng tại phường Long Bình, Biên Hòa có trên 60 lò mổ trái phép phần lớn các lượng thịt bẩn này được vận chuyển về Thành phố Hồ Chí Minh qua ngả Thủ Đức.
Một số vụ việc tiêu biểu (xếp theo kg thịt bẩn):
- Vụ thịt gà gian dối hạn sử dụng các loại chân gà, đùi gà 1/4, da gà có mỡ với số lượng lớn chỉ còn khoảng 1 tháng là hết hạn sử dụng tại Bình Dương với lưu trữ trên 7,9 tấn thịt động vật đông lạnh, phần lớn là đùi gà, tại kho chứa hàng.[82]
- Vụ Bình Phước bắt giữ 6 tấn thịt, xương, nội tạng lợn, các sản phẩm động vật trong đó hơn 5 tấn hàng gồm thịt, xương, bánh sữa, dồi trường, nội tạng lợn, thịt thú rừng và nhiều sản phẩm động vật khác. Một số loại thịt đã bị phân hủy, đổi màu, bốc mùi hôi thối. toàn số thịt và sản phẩm động vật không rõ nguồn gốc trên được nhập từ các chợ đầu mối từ tỉnh Đồng Nai và Thành phố Hồ Chí Minh.[83]
- Đắk Nông bắt giữ một xe tải chở gần 3 tấn da trâu, bò và 1 tấn mỡ động vật (lợn, trâu, bò…) đều không có giấy chứng nhận kiểm dịch, không rõ nguồn gốc, bốc mùi hôi thối nồng nặc đem đi Thành phố Hồ Chí Minh tiêu thụ.[43]
- Vụ gần 2,5 tấn thịt, nội tạng động vật hôi thối chế biến 150 kg thịt và xương lợn bốc mùi hôi thối tại Đà Nẵng, chính quyền đã tiêu hủy 600 kg đuôi, chân và nội tạng bò, 1 tấn nội tạng lợn hôi thối, 700 kg mỡ lợn và 100 kg tóp mỡ lợn không rõ nguồn gốc[84]
- Vụ 2,2 tấn chân trâu bò bị cướp tại hố tiêu hủy Long Bình, Biên Hòa, Đồng Nai[82]
- Vụ Quảng Nam đã phát hiện và bắt giữ gần 1 tấn thịt bẩn các loại và nhiều hàng hóa không rõ nguồn gốc. Ngoài số thịt thối, còn có 1.000 con gà thải có trọng lượng hơn 1,2 tấn, cùng 24 nghìn quả trứng các loại.
- Vụ Quảng Bình bắt giữ 500 kg thịt thối trên xe khách chở 10 thùng xốp chứa thịt từ Quảng Bình chở vào Thành phố Hồ Chí Minh tiêu thụ[85]
- Vụ 30 con heo không rõ nguồn gốc (trong đó 02 con heo bị cướp lại) và vụ tiêu hủy 180 kg thịt heo không rõ nguồn gốc được thu giữ từ các cơ sở ở Bình Dương[82]
- Vụ vận chuyển 110 kg thịt heo thối cung cấp cho cơ sở nấu suất ăn công nghiệp ở Bình Dương[86]
- Năm 2014, Vụ Công an tỉnh Đồng Nai đã phối hợp với Chi cục thú y kiểm tra hành chính các xe chở hành khách và hàng hoá trên tuyến Quốc lộ 1 (đoạn xã Xuân Hoà, huuyện Xuân Lộc, Đồng Nai), đã phát hiện nhiều xe khách chở thịt heo, phụ phẩm heo đang bốc mùi hôi thối. Trên xe chở 150 kg thịt heo, da heo bốc mùi hôi thối và thùng xốp chứa gần 200 kg đuôi heo đã bốc mùi. Ngoài ra còn có 2 xe khác chở gần 200 kg chân giò heo xông khói nhưng trên bao bì không có hạn sử dụng, sản phẩm đã bốc mùi.[87]